# Wallern an der Trattnach
Wallern an der Trattnach es una localidad del distrito de Grieskirchen, en el estado de Alta Austria, Austria, con una población estimada a principio del año 2018 de 3039 habitantes. 
Se encuentra ubicada en la zona centro-oeste del estado, a poca distancia al sur del río Danubio y al oeste de Linz —la capital del estado—.